# 徐展元
徐展元（1972年5月2日—）是台灣體育主播。先前為博斯無限台台長、博斯電玩台台長及博斯運動頻道主播，負責博斯無限台電玩節目主持。2015年至2019年擔任Lamigo TV賽事主播，並兼任球評、節目主持人、活動主持人及年代MUCH台白日夢冒險王旁白。

## 生平

### 早年
徐展元出生於高雄市美濃區，具客家人背景。棒球教練徐生明是他的堂叔。畢業於中正高中後，他先後取得中國文化大學新聞暨傳播學院新聞系學士、臺北市立大學運動科學所碩士學位。

### 年代MUCH台：1996～2005年
1996年進入TVIS後，展開體育主播生涯，主要轉播台灣大聯盟及中華職棒賽事。2003年1月份曾短暫2週進入台灣蘋果日報擔任記者，但出於對棒球的熱愛，又重回年代MUCH台擔任體育主播。

### 緯來體育台：2005～2013年
2005年，年代不再轉播職棒，徐離開年代，進入緯來體育台繼續擔任體育主播，主要負責轉播中華職棒、三級棒球及國際棒球賽事。2010年起，負責轉播台灣電競聯賽。此外也曾轉播HBL、UBA、WWE及4CC等體育競賽。2013年12月31日，與郭子乾、吳怡霈、謝忻主持台南市政府「2014台南Fun幸福」跨年晚會。

### 博斯運動頻道：2014～2021年
2014年4月，為繼續播報中華職棒賽事，經前年代前輩、現任博斯顧問及主播的錢定遠遊說，轉戰與MP & Silva簽下中職25、26年轉播權的博斯運動頻道，擔任體育主播。2014年7月19日，MP & Silva無預警以中華職棒聯盟違約為由，片面宣布終止雙方契約。在合約爭議中，聯盟決議不再提供與MP & Silva簽約的博斯訊號，博斯自此停播職棒25年下半季比賽。原以為就此無緣中職轉播，2014年8月7日，徐展元宣布除原任博斯運動頻道主播外，以兼任主播的身份，為愛爾達體育台轉播中職比賽，同時並擔任博斯無限台台長，引進大型電競賽事轉播及電玩類節目，目標為打造全台灣第一個24小時全電玩頻道。
2014年8月13日起，應FOX體育台邀請擔任中華職棒轉播球評。
2015年3月起，應Lamigo球團邀請，擔任Lamigo TV賽事主播、球評、節目主持人。與傳統職棒轉播不同，徐在Lamigo TV的播報，以Lamigo為中心，增加與球員互動，並且加入綜藝元素，邀請球員、裁判、主持人、演員歌手等各界人士一同加入節目當中 。2015年，擔任年代MUCH台綜藝節目《白日夢冒險王》旁白。  
2015年9月4日，博斯電玩台開台，徐展元擔任首任台長。        
| 時間                          | 單位                      | 職稱             |
| 1994年                        | 兄弟雜誌                  | 採訪記者         |
| 1996年8月～2005年2月          | 年代電視台                | 體育主播         |
| 2005年3月～2014年3月          | 緯來體育台                | 體育主播         |
| 2014年4月～2021年10月         | 博斯運動頻道              | 體育主播         |
| 2014年8月～2021年10月         | 博斯無限台                | 台長             |
| 2014年8月                     | 愛爾達體育台              | 體育主播（兼任） |
| 2014年8月13日                 | FOX體育台                 | 球評（兼任）     |
| 2014年9月11日～2019年10月26日 | 麥卡貝網路電視、Lamigo TV | 主播、主持人     |

## 事件及言論
- 2008年8月15日，中華隊在北京奧運棒球賽延長賽輸給中國隊，徐展元於播報體育新聞中途難忍情緒、哽咽落淚。
- 2013年3月5日，中華隊在世界棒球經典賽分組賽對韓國隊一役，因八局下韓國隊打出逆轉全壘打，使中華隊反而以2比3落後，使徐展元激動落淚表示：「我真的好想贏韓國。」一時間引起討論，許多球迷對徐有所共鳴，封徐為愛國主播，但也有少數人批評徐播報不中立，過於情緒化。[9]2018年亞洲運動會棒球比賽，業餘球員為主的中華隊以2：1擊敗全職業球員的韓國隊，終結中華隊在一級國際賽事對戰韓國隊10連敗的記錄。
- 2013年6月7日，義大犀牛曼尼敲出左外野陽春全壘打，徐展元先以英文開講：「This ball is long gone, just like the ex-girlfriend who will never return.」然後自行翻譯：「這個球就像是變了心的女朋友，回不來了！」影片被放上大聯盟官網，趣味的轉播引起熱議。[10]
- 2014年7月，徐展元於臉書上就郭冠英回鍋公職爭議表示有程序瑕疵，若回鍋3個月後政府任其退休，讓郭月領6萬、共1300萬退休金並不公平，如此將號召球迷拒投國民黨，言論引發多方熱議，各擁立場；徐表示個人無政治立場，僅以公民身份關心政治而發此言。事後郭冠英如願回任省政府。[11][12][13]
- 2017年8月23日中華隊於台北世大運預賽對上韓國，六局上韓國隊打者於得點圈有人時擊出安打，蘇智傑於左外野接球後傻笑忘記回傳，在華視轉播的主播徐展元以罕見重語氣批評，引發球迷熱議。[14]

## 演出作品

### 電視劇
| 年份 | 播出頻道                 | 劇名                                | 角色     |
| ---- | ------------------------ | ----------------------------------- | -------- |
| 2014 | 公視主頻                 | 公視學生劇展—少男的祈禱（客串演出） | 主播     |
| 2015 | 華視主頻、年代MUCH台     | 一代新兵之八極少年（客串演出）      | 體育主播 |
| 2016 | 八大綜合台、愛奇藝台灣站 | High 5 制霸青春（客串演出）         | 主播     |
| 2018 | 台視主頻、三立都會台     | 高校英雄傳（客串演出）              | 球賽主播 |
| 2018 | 三立都會台               | 實況主時代                          | 周保賢   |
| 2019 | 中視主頻                 | 鑑識英雄II 正義之戰（特別演出）     | 賽車主播 |

### 電影
| 上映年份 | 電影名稱                  | 飾演 | 導演   |
| 2012年   | 球來就打（客串）          | 主播 | 尹祺   |
| 2016年   | 風雲高手（客串）          | 主播 | 張清峰 |
| 2018年   | 王牌教師 麻辣出擊（客串） | 主播 | 張哲書 |

## 主持作品

### 綜藝節目
| 年 份  | 播出頻道            | 節目名稱         | 性 質                       | 備 註              |    |                 |          |                |                             |            |
| 2020年 | 台視主頻 三立都會台 | 《全明星運動會》 | 主播 擔任賽事即時轉播與採訪 | 搭檔蔡尚樺、卓君澤 | － | 2025年8月17日－ | 台視主頻 | 《最強的身體》 | 主播 擔任賽事即時轉播與採訪 | 搭檔蔡尚樺 |

### 頒獎典禮
| 年 份          | 播出頻道   | 節目名稱             | 性 質  | 備 註                      |
| 2022年10月29日 | 中視新聞台 | 《第33屆傳藝金曲獎》 | 主持人 | 搭檔孫凱琳、郭春美、蘇俊穎 |

## 節目通告
| 年份日期 | 播出頻道         | 節目名稱       | 節目主題                                                                                  |
| -------- | ---------------- | -------------- | ----------------------------------------------------------------------------------------- |
| 20110401 | 緯來綜合台       | 天黑請閉眼     | 體育主播大對決                                                                            |
| 20111122 | 中天綜合台       | 大學生了沒     | 棒球盛事正夯！大學生瘋棒球！                                                              |
| 20140606 | 三立都會台       | 綜藝大熱門     | 鬥智！演藝圈最強腦PK達人之王！！                                                          |
| 20140617 | Yahoo!奇摩       | 正妹太會考     | 熱血主播徐展元 泰山躺著也中槍                                                             |
| 20140624 | 年代MUCH台       | 今晚誰當家     | 今晚暑期特别企劃之決戰0秒                                                                 |
| 20140708 | 年代MUCH台       | 今晚誰當家     | 今晚暑期特别企劃之一夫當關                                                                |
| 20140728 | 年代MUCH台       | 今晚誰當家     | 今晚誰當家特别企劃之一夫當關 & 黄金大腦PK赛                                               |
| 20140922 | 年代MUCH台       | 今晚誰當家     | 今晚誰當家特别企劃之一夫當關                                                              |
| 20141116 | 衛視中文台       | 瘋神無雙       | 歡迎入境 & 瘋神歌舞團：我的野蠻女友                                                       |
| 20141202 | 年代MUCH台       | 今晚誰當家     | 今晚誰當家之誰是運動王                                                                    |
| 20141220 | 台視             | 女王的密室     | 勇闖四關                                                                                  |
| 20150208 | 中天綜合台       | 背包踐客       | 翱翔天際圓夢之旅                                                                          |
| 20150221 | 中視／三立都會台 | 綜藝玩很大     | 臺灣．南投（上） 命運喜八樂                                                               |
| 20150228 | 中視／三立都會台 | 綜藝玩很大     | 臺灣．南投（下） 命運喜八樂                                                               |
| 20150312 | 公視             | 一字千金       | 捉對廝殺 & 掌握先機 & 隻字片語                                                            |
| 20150315 | 中視             | 萬秀大勝利     | 超人不會飛 & 我有畫要說 & 有聽沒有懂 & 關鍵任務200秒                                      |
| 20150325 | 年代MUCH台       | 今晚誰當家     | 今晚誰當家之十萬火急                                                                      |
| 20150407 | 衛視中文台       | 歡樂智多星     | 歡樂排排站 & 來電30秒 & 50萬獎金挑戰賽                                                    |
| 20150516 | 華視             | 天才衝衝衝     | 你是Word演 & EAR传耳ABC & 睜眼說瞎畫                                                      |
| 20150518 | 年代MUCH台       | 今晚誰當家     | 今晚誰當家之誰是全能運動王                                                                |
| 20150525 | 年代MUCH台       | 今晚誰當家     | 今晚誰當家之知識王                                                                        |
| 20150526 | 年代MUCH台       | 今晚誰當家     | 今晚誰當家之知識王                                                                        |
| 20150604 | 三立都會台       | 綜藝大熱門     | 誰能唱得跟真的一模一样！                                                                  |
| 20150615 | 衛視中文台       | 歡樂智多星     | 歡樂排排站+成語大家猜+來電30秒 & 30萬獎金挑戰賽                                           |
| 20150630 | 中天綜合台       | SS小燕之夜     | 是行俠仗義？還是多管閒事？                                                                |
| 20150705 | 華視             | 華視天王豬哥秀 | 現代嘉慶君 & 深藏不露                                                                     |
| 20150805 | 八大綜合台       | WTO姐妹會      | 大家一起動一動！各國瘋狂這些事！                                                          |
| 20150821 | 衛視中文台       | 歡樂智多星     | 歡樂排排站+來電30秒 & 50萬獎金挑戰賽                                                      |
| 20150903 | 三立都會台       | 綜藝大熱門     | 運動員的逆襲！大熱門最強體育之夜！                                                        |
| 20150908 | 衛視中文台       | 一袋女王       | 他們實在是太厲害了！没看到保證後悔！                                                      |
| 20150912 | 華視             | 天才衝衝衝     | 联想Tempo & 你是Word演 & 跳跳Tempo                                                        |
| 20150919 | 華視             | 天才衝衝衝     | 你是Word演 & EAR传耳ABC & 睜眼說瞎畫                                                      |
| 20151006 | 年代MUCH台       | 今晚誰當家     | 神之腦爭霸戰“聖獸之戰”白虎组                                                              |
| 20151015 | 年代MUCH台       | 今晚誰當家     | 神之腦爭霸戰“四皇之戰”                                                                    |
| 20151028 | 三立都會台       | 國光幫幫忙     | 大叔對不起 我不知道這樣會惹到你                                                           |
| 20151028 | 中天綜合台       | 康熙来了       | 什么？他們竟然沒上過康熙                                                                  |
| 20151111 | 三立都會台       | 國光幫幫忙     | 夠了！你的髮型我已經看膩了！                                                              |
| 20151211 | 中天綜合台       | 雅典納轟趴     | 主播台下不吐不快！主播告解趴！                                                            |
| 20151215 | 中天綜合台       | 大學生了沒     | 新聞真的没那么好報！主播台上的驚魂惡夢？！                                                |
| 20151217 | 三立都會台       | 國光幫幫忙     | 原來空姐根本沒傳說中夢幻！                                                                |
| 20151223 | 三立都會台       | 國光幫幫忙     | 2015流行語創始人 憑這句讓他們紅到現在                                                     |
| 20151229 | 三立都會台       | 型男大主厨     | 八分鐘兩道菜：麻辣雞胇+酸菜面角角 & 五星級料理秀-花蓮網室豬：花雕香香鍋+感恩惜福 天賜良緣 |
| 20160101 | 中天綜合台       | SS小燕之夜     | 棒球場上的大師兄                                                                          |
| 20160109 | 華視             | 天才衝衝衝     | 睜眼說瞎畫 & EAR傳耳ABC & 你是Word演                                                      |
| 20160109 | 台視             | 女王的密室3    | 魔王爭霸戰                                                                                |
| 20160203 | 三立都會台       | 國光幫幫忙     | 年假小確幸 這些職業看得到卻吃不到                                                         |
| 20160321 | 三立都會台       | 國光幫幫忙     | 動不動就哭你是男人嗎？                                                                    |
| 20160402 | 中視／三立都會台 | 綜藝玩很大     | 韓國．釜山（上） 命運好好玩                                                               |
| 20160409 | 中視／三立都會台 | 綜藝玩很大     | 韓國．釜山（下） 命運好好玩                                                               |
| 20160606 | 三立都會台       | 國光幫幫忙     | 無痕騙贊 現在流行這樣討呼呼                                                               |
| 20160611 | 台視             | 奇幻島         | 惡魔島代表                                                                                |
| 20160612 | 華視             | 華視天王猪哥秀 | 現代嘉慶君 & 深藏不露                                                                     |
| 20160626 | 台視             | 瘋狂開心果     | 瘋狂足球王 & 瘋狂慢動作 & 瘋狂關鍵字 & 瘋狂水球王 & 瘋狂KTV                               |
| 20160630 | 衛視中文台       | 歡樂智多星     | 記憶拼圖 & 獎金挑戰賽                                                                     |
| 20160711 | 三立都會台       | 國光幫幫忙     | 女人們！怎樣才是你認為的不凶？                                                            |
| 20160829 | 三立都會台       | 國光幫幫忙     | 前進奧運 她們在臺灣無人能敵？！                                                           |
| 20161012 | 衛視中文台       | 歡樂智多星     | 智多星危機！最強研究生來了！                                                              |
| 20161015 | 年代MUCH台       | 最強大老師     | 演藝圈蠢蛋大對決                                                                          |
| 20161027 | 三立都會台       | 國光幫幫忙     | 無痕騙贊 現在流行這樣討呼呼                                                               |
| 20161118 | 衛視中文台       | 歡樂智多星     | 智多星危機！最強研究生來了！                                                              |
| 20161118 | 三立都會台       | 型男大主廚     | 八分鐘兩道菜：麻辣雞胇+酸菜面角角 & 五星級料理秀：感恩惜福 天賜良緣+花雕香香鍋            |
| 20161220 | 三立都會台       | 國光幫幫忙     | 快絕跡！原來女校的真面目竟然是這樣？！                                                    |
| 20170206 | 衛視中文台       | 歡樂智多星     | 歡樂KTV & 獎金挑戰賽                                                                      |
| 20170313 | 三立都會台       | 綜藝大熱門     | 藝人也是人！他们也想靠北演藝圈！                                                          |
| 20170416 | 中視             | 飢餓遊戲       | 臺灣省．苗栗縣                                                                            |

## 著作
| 年份       | 書名                                                 | 出版社   | ISBN               |
| 2002/02/06 | 《微笑勝投王：張誌家的青春之歌》：張誌家、徐展元合著 | 二魚文化 | ISBN 9573003511    |
| 2003年     | 《夢幻．中華》：徐展元、曾文誠等人合著               | 尖端出版 |                    |
| 2015/07/24 | 《夢想，真的好想贏！熱血主播徐展元》：徐展元著       | 鼎茂圖書 | ISBN 9789866354595 |

## 獎項紀錄
| 年份   | 獲提名           | 獎項                                | 結果 |
| ------ | ---------------- | ----------------------------------- | ---- |
| 2022年 | 《全明星運動會》 | 第57屆金鐘獎 益智及實境節目主持人獎 | 提名 |

## 外部連結
- 徐展元在台灣棒球維基館上的頁面（繁體中文）
- 徐展元的Facebook專頁